# صمت (تصوف)
الصَّمْتُ أو قِلَّةُ الْكَلاَمِ عند الصوفية هو أحد أركان التصوف لدى المريد والسالك في وسطية تقيه من التفريط في السكوت ومن الإفراط في الثرثرة.

## الصمت في القرآن
ذكر القرآن كلمة الصمت مرة واحدة بصيغة اسم الفاعل في قول الله :
- سورة الأعراف: ﴿وَإِنْ تَدْعُوهُمْ إِلَى الْهُدَى لَا يَتَّبِعُوكُمْ سَوَاءٌ عَلَيْكُمْ أَدَعَوْتُمُوهُمْ أَمْ أَنْتُمْ صَامِتُونَ ۝١٩٣﴾ [الأعراف:193].(1)

وورد معنى الصمت، أي عدم الكلام، في العديد من الآيات في قول الله :
- سورة البقرة: ﴿إِنَّ الَّذِينَ يَكْتُمُونَ مَا أَنْزَلَ اللَّهُ مِنَ الْكِتَابِ وَيَشْتَرُونَ بِهِ ثَمَنًا قَلِيلًا أُولَئِكَ مَا يَأْكُلُونَ فِي بُطُونِهِمْ إِلَّا النَّارَ وَلَا يُكَلِّمُهُمُ اللَّهُ يَوْمَ الْقِيَامَةِ وَلَا يُزَكِّيهِمْ وَلَهُمْ عَذَابٌ أَلِيمٌ ۝١٧٤﴾ [البقرة:174].(2)
- سورة آل عمران: ﴿قَالَ رَبِّ اجْعَلْ لِي آيَةً قَالَ آيَتُكَ أَلَّا تُكَلِّمَ النَّاسَ ثَلَاثَةَ أَيَّامٍ إِلَّا رَمْزًا وَاذْكُرْ رَبَّكَ كَثِيرًا وَسَبِّحْ بِالْعَشِيِّ وَالْإِبْكَارِ ۝٤١﴾.(3)
- سورة آل عمران: ﴿إِنَّ الَّذِينَ يَشْتَرُونَ بِعَهْدِ اللَّهِ وَأَيْمَانِهِمْ ثَمَنًا قَلِيلًا أُولَئِكَ لَا خَلَاقَ لَهُمْ فِي الْآخِرَةِ وَلَا يُكَلِّمُهُمُ اللَّهُ وَلَا يَنْظُرُ إِلَيْهِمْ يَوْمَ الْقِيَامَةِ وَلَا يُزَكِّيهِمْ وَلَهُمْ عَذَابٌ أَلِيمٌ ۝٧٧﴾ [آل عمران:77].(4)
- سورة الأعراف: ﴿وَاتَّخَذَ قَوْمُ مُوسَى مِنْ بَعْدِهِ مِنْ حُلِيِّهِمْ عِجْلًا جَسَدًا لَهُ خُوَارٌ أَلَمْ يَرَوْا أَنَّهُ لَا يُكَلِّمُهُمْ وَلَا يَهْدِيهِمْ سَبِيلًا اتَّخَذُوهُ وَكَانُوا ظَالِمِينَ ۝١٤٨﴾ [الأعراف:148].(5)
- سورة هود: ﴿يَوْمَ يَأْتِ لَا تَكَلَّمُ نَفْسٌ إِلَّا بِإِذْنِهِ فَمِنْهُمْ شَقِيٌّ وَسَعِيدٌ ۝١٠٥﴾ [هود:105].(6)
- سورة مريم: ﴿قَالَ رَبِّ اجْعَلْ لِي آيَةً قَالَ آيَتُكَ أَلَّا تُكَلِّمَ النَّاسَ ثَلَاثَ لَيَالٍ سَوِيًّا ۝١٠﴾ [مريم:10].(7)
- سورة المؤمنون: ﴿قَالَ اخْسَئُوا فِيهَا وَلَا تُكَلِّمُونِ ۝١٠٨﴾ [المؤمنون:108].(8)
- سورة النور: ﴿وَلَوْلَا إِذْ سَمِعْتُمُوهُ قُلْتُمْ مَا يَكُونُ لَنَا أَنْ نَتَكَلَّمَ بِهَذَا سُبْحَانَكَ هَذَا بُهْتَانٌ عَظِيمٌ ۝١٦﴾ [النور:16].(9)
- سورة النبأ: ﴿يَوْمَ يَقُومُ الرُّوحُ وَالْمَلَائِكَةُ صَفًّا لَا يَتَكَلَّمُونَ إِلَّا مَنْ أَذِنَ لَهُ الرَّحْمَنُ وَقَالَ صَوَابًا ۝٣٨﴾ [النبأ:38].(10)

## تعريف الصمت
يُعَدُّ الصمت، أو قلة الكلام، عند الصوفية خطوة عملية في تطبيق الطريقة الصوفية، وقد اهتم بها شيوخ الصوفية عامة والأوائل منهم خاصة اهتماما كبيرا، لأنهما نتيجة طبيعية لموقفهم الزاهد من الحياة الدنيا، ودعوتهم إلى الخلوة الصوفية.
ويأتي الصمت بعد العزلة والجوع في خطوات عبادات وممارسات الطريق الصوفي، ثم يليه السهر أو قلة النوم الذي هو آخر أساسيات العبادة الصوفية الموصلة إلى غاية التصوف.
والصمت ضروري في الطريق الصوفي قصد ترويض لسان المريد والسالك على التفكر والذكر والدعاء لبلوغ غاية العبادة الصوفية التي يتحدث عنها معظم الصوفية بالإشارة لا بالعبارة.
ذلك أن الهوى سلاحه يكون بالاسترسال في الكلام، وسجنه يكون بملازمة الصمت، لأن الصوفي بعدما يعتزل ويخلو بنفسه ويحملها على الجوع الشديد يلزمها أيضا الصمت لأنه من ضروريات مواصلة الطريق عند الصوفية، ولهذا اهتم به شيوخ التصوف وحثوا عليه.

## ذم الكلام
يؤثر الصوفي الصمت والسكوت وقلة الكلام، لأنه يلزم من عدم حفظ اللسان العديد من الآفات، منها:
1. الخوض في الباطل،
2. والرياء،
3. والمدح الكاذب،
4. والفحش،
5. واللعن،
6. والكذب،
7. والغيبة،
8. والنميمة،
9. والمزاح،
10. وعدم إخفاء السر
11. والوعد الكاذب.

فكثرة الكلام تؤدي إلى الإكثار من السقطات والزلات، فضلا عن أنه تعبير عن حب الظهور والميل إلى التفاخر والتميز على الآخرين، فمن كان الصمت أهم إليه من الكلام لم يتكلم إلا فيما يعنيه.
ولا يؤثر الصوفي الصمت طلبا للسلامة من الرذائل فحسب، ولكن لأن السكوت يعد من آداب الحضرة الإلهية، وذلك تأكيدا لقول الله :
- سورة طه: ﴿يَوْمَئِذٍ يَتَّبِعُونَ الدَّاعِيَ لَا عِوَجَ لَهُ وَخَشَعَتِ الْأَصْوَاتُ لِلرَّحْمَنِ فَلَا تَسْمَعُ إِلَّا هَمْسًا ۝١٠٨﴾ [طه:108].(11)

فالصوفي صامت لاستيلاء سلطان هيبة الله  على قلبه، وقد وُهِبَ الحكماء الحكمة بالصمت والتفكر والذكر والدعاء والتلاوة.
وقد بَيَّنَ الصحابي معاذ بن جبل  بأن الزهد في الكلام مع الناس هو باب المريد كي يقبل على مناجاة الله ، وذلك في قوله:
| صمت (تصوف)    | كَلِّمِ النَّاسَ قَلِيلاً، وَكَلِّمْ رَبَّكَ كَثِيرًا. | صمت (تصوف) |
| — معاذ بن جبل |                                  |            |

## شروط الصمت
أورد الإمام سهل التستري  شرط الخلوة والعزلة على المريد قبل التزامه ركن الصمت، وذلك في قوله:
| صمت (تصوف)                       | لاَ يَصِحُّ لِأَحَدٍ الصَّمْتُ حَتَّى يُلْزِمَ نَفْسَهُ الْخُلْوَةَ، وَلاَ تَصِحُّ لَهُ التَّوْبَةُ حَتَّى يُلْزِمَ نَفْسَهُ الصَّمْتَ. | صمت (تصوف) |
| — سهل التستري ، الرسالة القشيرية |                                                                                |            |

وبَيَّنَ الإمام بشر الحافي  بأن شرط إعجاب المريد بكلامه دافع له كي يلتزم الصمت، وذلك في قوله:
| صمت (تصوف)   | إِذَا أَعْجَبَكَ الْكَلاَمُ فَاصْمُتْ، وَإِذَا أَعْجَبَكَ الصَّمْتُ فَتَكَلَّمْ. | صمت (تصوف) |
| — بشر الحافي |                                                 |            |

## مضار الصمت
الإفراط في الصمت له مضار كما هو حال كل شيء، فمن الجوع مضر بالفكرة، ومن الصمت مضر بالحكمة، ومن السهر مؤذ للحواس، ومن الخلوة ما يؤدي إلى الجنون والهذيان واختلاط الأمور، ولكن خير الأمور أوسطها.

## وصلات خارجية
- "أصول الطريق: الجوع والصمت والسهر والعزلة": قناة الوابل الطيب في جويلية 2013م على يوتيوب.

## هوامش
- 1 سورة الأعراف، الآية: 193.
- 2 سورة البقرة، الآية: 174.
- 3 سورة آل عمران، الآية: 41.
- 4 سورة آل عمران، الآية: 77.
- 5 سورة الأعراف، الآية: 148.
- 6 سورة هود، الآية: 105.
- 7 سورة مريم، الآية: 10.
- 8 سورة المؤمنون، الآية: 108.
- 9 سورة النور، الآية: 16.
- 10 سورة النبأ، الآية: 38.
- 11 سورة طه، الآية: 108.